# Medalha J. Lawrence Smith
A Medalha J. Lawrence Smith é um prémio atribuído de três em três anos pela Academia Nacional de Ciências dos Estados Unidos.
Este prémio foi criado por Sarah Julia Smith em homenagem ao seu marido J. Lawrence Smith e pretende premiar a investigação sobre meteoritos.
Foi atribuído pela primeira vez em 1888.

## Laureados[1]
- 1888 - H. A. Newton
- 1922 - George P. Merrill
- 1945 - Stuart H. Perry
- 1949 - Fred Whipple
- 1954 - Peter M. Millman
- 1957 - Mark G. Inghram
- 1960 - Ernst J. Opik
- 1962 - Harold Clayton Urey
- 1967 - John H. Reynolds
- 1970 - Edward P. Henderson
- 1971 - Edward Anders
- 1973 - Clair C. Patterson
- 1976 - John A. Wood
- 1979 - Ralph B. Baldwin
- 1985 - G. J. Wasserburg
- 1988 - A. G. W. Cameron
- 1991 - Robert M. Walker
- 1994 - Donald E. Brownlee
- 1997 - Ernst Zinner
- 2000 - George Wetherill
- 2003 - John T. Wasson
- 2006 - Klaus Keil
- 2009 - Robert N. Clayton
- 2012 - Harry Y. McSween, Jr.
- 2015 - Hiroko Nagahara
- 2018 - Kevin D. McKeegan